# Lliga neerlandesa de futbol
La Lliga neerlandesa de futbol o Eredivisie (en català: divisió d'honor) és la lliga neerlandesa de futbol, la màxima competició futbolística del país.
El campionat s'inicià el 1888. La KNVB organitza la lliga des de 1898. Fins a 1954 el campionat fou amateur. L'Eredivisie es creà la temporada 1956-57.
Entre 1990 i 1999, el nom oficial fou PTT Telecompetitie (pel patrocinador PTT Telecom), el qual canvià a KPN Telecompetitie el 1999 i a KPN Eredivisie el 2000. Entre el 2002 i el 2005, la lliga s'anomenà Holland Casino Eredivisie. Des del 2005-06 la lliga és patrocinada per la casa d'apostes Sponsorloterij, però per motius legals no pot posar el seu nom al de la competició.

## Format i història
La màxima divisió està formada per 18 clubs. Els clubs s'enfronten tots contra tots a doble volta. El darrer classificat baixa a l'Eerste Divisie (la primera divisió o segon nivell). El segon i tercer per la cua disputen una promoció amb clubs del segon nivell.
Des de la temporada 2005-06, el campió de la Eredivisie es classifica automàticament per la fase de grups de la Lliga de Campions de la UEFA. Els classificats de la segona a la novena plaça disputen un play-off, que atorga una plaça per la tercera ronda classificatòria de la Lliga de Campions i tres places per a la Copa de la UEFA. La darrera plaça per a la Copa de la UEFA és atorgada al campió de la Copa KNVB.
Des de la fundació del campionat nacional de futbol neerlandès el 1898 fins al 1954, el títol es va decidir a través de play-offs per un grapat de clubs que anteriorment havien guanyat la seva lliga regional. La competició era purament amateur; la Reial Associació de Futbol dels Països Baixos (KNVB) va rebutjar qualsevol forma de pagament i va suspendre els jugadors que van ser detinguts per rebre salari o comissions de transferència. La crida per un futbol professional va créixer a principis dels anys cinquanta després que molts membres de la selecció van marxar a jugar a l'estranger a la recerca de beneficis econòmics. La KNVB normalment suspendria aquests jugadors, impedint-los de presentar-se a la selecció. Després de la inundació dels Països Baixos del 1953, els jugadors holandesos a l'estranger (principalment jugant a la lliga francesa) van organitzar un partit benèfic contra la selecció francesa a París. El partit va ser boicotejat per la KNVB, però després que els jugadors holandesos reunits derrotessin els francesos (2-1), el públic neerlandès va presenciar les fites que es podrien aconseguir amb el futbol professional.
Per servir l'interès creixent, es va fundar una associació de futbol professional dissident (la NBVB) i una lliga per a la temporada 1954–55. Tant la KNVB com la NBVB van començar la seva competició separada. El primer partit de futbol professional es va disputar entre Alkmaar i Venlo. Les lligues van durar onze jornades, abans que al novembre es va negociar una fusió entre les dues federacions. Les dues lligues es van cancel·lar i va sorgir immediatament una nova competició combinada que fou guanyada per Willem II.
La temporada 1956–57, la KNVB va abandonar el sistema de lliga regional. Es va fundar l'Eredivisie, en la qual els divuit millors clubs de tot el país van jugar directament pel títol de lliga sense play-off. Els membres inaugurals de l'Eredivisie el 1956 van ser AFC Ajax, BVC, BVV, DOS, EVV, Elinkwijk, SC Enschede, Feijenoord, Fortuna'54, GVAV, MVV, NAC Breda, NOAD, PSV, Rapid JC, Sparta, VVV '03 i Willem II.
El nombre d'equips participants a l'Eredivisie són:
- 18 clubs: 1956–1962
- 16 clubs: 1962–1966
- 18 clubs: 1966–present

## Equips participants (temporada 2023-24)
| Club              | Ciutat     | Capacitat | Posició el 2022–23 | 1ra temporada a l'Eredivisie | Núm. de temporades a l'Eredivisie | 1a temporada de la ratxa actual | Núm. de temporades de la ratxa actual | Títols de l'Eredivisie | Títols nacionals | Darrer títol |
| ----------------- | ---------- | --------- | ------------------ | ---------------------------- | --------------------------------- | ------------------------------- | ------------------------------------- | ---------------------- | ---------------- | ------------ |
| AFC Ajaxa b       | Amsterdam  | 55,865    | 3r                 | 1956–57                      | 68                                | 1956–57                         | 68                                    | 26                     | 36               | 2022         |
| Almere City       | Almere     | 4,501     | promocionat*       | 2023–24                      | 1                                 | 2023–24                         | 1                                     | 0                      | 0                | -            |
| AZ Alkmaar        | Alkmaar    | 19,500    | 4t                 | 1968–69                      | 46                                | 1998–99                         | 23                                    | 2                      | 2                | 2009         |
| Excelsior         | Rotterdam  | 4,500     | 15è                | 1970–71                      | 24                                | 2022–23                         | 2                                     | 0                      | 0                | -            |
| Feyenoorda b      | Rotterdam  | 51,137    | 1r                 | 1956–57                      | 68                                | 1956–57                         | 68                                    | 10                     | 16               | 2023         |
| Fortuna Sittard   | Sittard    | 12,500    | 13è                | 1968–69                      | 25                                | 2018–19                         | 6                                     | 0                      | 0                | -            |
| Go Ahead Eagles   | Deventer   | 10,000    | 11è                | 1963–64                      | 34                                | 2021–22                         | 3                                     | 0                      | 4                | 1933         |
| SC Heerenveen     | Heerenveen | 27,224    | 8è                 | 1990–91                      | 32                                | 1993–94                         | 31                                    | 0                      | 0                | -            |
| Heracles Almelo   | Almelo     | 12,080    | promocionat*       | 1962–63                      | 23                                | 2023–24                         | 1                                     | 0                      | 2                | 1941         |
| NEC               | Nijmegen   | 12,500    | 12è                | 1967–68                      | 43                                | 2021–22                         | 3                                     | 0                      | 0                | -            |
| PEC Zwolle        | Zwolle     | 13,250    | promocionat*       | 1978-79                      | 23                                | 2023–24                         | 1                                     | 0                      | 0                | -            |
| PSVa b            | Eindhoven  | 36,500    | 2n                 | 1956–57                      | 68                                | 1956–57                         | 68                                    | 21                     | 24               | 2018         |
| RKC Waalwijk      | Waalwijk   | 7,508     | 9è                 | 1988–89                      | 28                                | 2019–20                         | 5                                     | 0                      | 0                | -            |
| Sparta Rotterdama | Rotterdam  | 11,026    | 6è                 | 1956–57                      | 58                                | 2019–20                         | 5                                     | 1                      | 6                | 1959         |
| FC Twentec        | Enschede   | 30,205    | 5è                 | 1956–57                      | 65                                | 2019–20                         | 5                                     | 1                      | 1                | 2010         |
| FC Utrechtb d     | Utrecht    | 23,750    | 7è                 | 1970–71                      | 54                                | 1970–71                         | 54                                    | 0                      | 0                | -            |
| SBV Vitesse       | Arnhem     | 21,248    | 10è                | 1971–72                      | 39                                | 1989–90                         | 35                                    | 0                      | 0                | -            |
| FC Volendam       | Volendam   | 7,384     | 14è                | 1959–60                      | 27                                | 2022–23                         | 2                                     | 0                      | 0                | -            |

* L'Heracles Almelo fou primer i el PEC Zwolle segon a l'Eerste Divisie 2022–23. L'Almere City fou 3r i va derrotar l'FC Emmen al playoff final.
a Membre fundador de l'Eredivisie
b Mai descendit de l'Eredivisie
c Membre fundador de l'Eredivisie (com a Sportclub Enschede)
d Membre fundador de l'Eredivisie (com a VV DOS i USV Elinkwijk)

## Historial
Llista de campions des del 1945.
Lliga amateur
- 1888-89:  VV Concordia (1)
- 1889-90:  KHFC Haarlem (1)
- 1890-91:  HVV La Haia (1)
- 1891-92:  RAP Amsterdam (1)
- 1892-93:  KHFC Haarlem (2)
- 1893-94:  RAP Amsterdam (2)
- 1894-95:  KHFC Haarlem (3)
- 1895-96:  HVV La Haia (2)
- 1896-97:  RAP Amsterdam (3)
- 1897-98:  RAP Amsterdam (4)
- 1898-99:  RAP Amsterdam (5)
- 1899-00:  HVV La Haia (3)
- 1900-01:  HVV La Haia (4)
- 1901-02:  HVV La Haia (5)
- 1902-03:  HVV La Haia (6)
- 1903-04:  HBS La Haia (1)
- 1904-05:  HVV La Haia (7)
- 1905-06:  HBS La Haia (2)
- 1906-07:  HVV La Haia (8)
- 1907-08:  Quick La Haia (1)
- 1908-09:  Sparta Rotterdam (1)
- 1909-10:  HVV La Haia (9)
- 1910-11:  Sparta Rotterdam (2)
- 1911-12:  Sparta Rotterdam (3)
- 1912-13:  Sparta Rotterdam (4)
- 1913-14:  HVV La Haia (10)
- 1914-15:  Sparta Rotterdam (5)
- 1915-16:  Willem II Tilburg (1)
- 1916-17:  Go Ahead Deventer (1)
- 1917-18:  Ajax Amsterdam (1)
- 1918-19:  Ajax Amsterdam (2)
- 1919-20:  Be Quick Groningen (1)
- 1920-21:  NAC Breda (1)
- 1921-22:  Go Ahead Deventer (2)
- 1922-23:  RCH Heemstede (1)
- 1923-24:  Feyenoord Rotterdam (1)
- 1924-25:  HBS La Haia (3)
- 1925-26:  Sportclub Enschede (1)
- 1926-27:  Heracles Almelo (1)
- 1927-28:  Feyenoord Rotterdam (2)
- 1928-29:  PSV Eindhoven (1)
- 1929-30:  Go Ahead Deventer (3)
- 1930-31:  Ajax Amsterdam (3)
- 1931-32:  Ajax Amsterdam (4)
- 1932-33:  Go Ahead Deventer (4)
- 1933-34:  Ajax Amsterdam (5)
- 1934-35:  PSV Eindhoven (2)
- 1935-36:  Feyenoord Rotterdam (3)
- 1936-37:  Ajax Amsterdam (6)
- 1937-38:  Feyenoord Rotterdam (4)
- 1938-39:  Ajax Amsterdam (7)
- 1939-40:  Feyenoord Rotterdam (5)
- 1940-41:  Heracles Almelo (2)
- 1941-42:  ADO La Haia (1)
- 1942-43:  ADO La Haia (2)
- 1943-44:  De Volewijckers Amsterdam (1)
- 1944-45: No es disputà
- 1945-46:  HFC Haarlem (1)
- 1946-47:  Ajax Amsterdam (8)
- 1947-48: BVV Den Bosch (1)
- 1948-49:  SVV Schiedam (1)
- 1949-50:  Limburgia Brunssum (1)
- 1950-51:  PSV Eindhoven (3)
- 1951-52:  Willem II Tilburg (2)
- 1952-53:  RCH Heemstede (2)
- 1953-54:  FC Eindhoven (1)

Lliga professional (Eredivisie des de 1956-57)
- 1954-55:  Willem II Tilburg (3)
- 1955-56:  Rapid JC Kerkrade (1)
- 1956-57:  Ajax Amsterdam (9)
- 1957-58:  DOS Utrecht (1)
- 1958-59:  Sparta Rotterdam (6)
- 1959-60:  Ajax Amsterdam (10)
- 1960-61:  Feyenoord Rotterdam (6)
- 1961-62:  Feyenoord Rotterdam (7)
- 1962-63:  PSV Eindhoven (4)
- 1963-64:  DWS Amsterdam (1)
- 1964-65:  Feyenoord Rotterdam (8)
- 1965-66:  Ajax Amsterdam (11)
- 1966-67:  Ajax Amsterdam (12)
- 1967-68:  Ajax Amsterdam (13)
- 1968-69:  Feyenoord Rotterdam (9)
- 1969-70:  Ajax Amsterdam (14)
- 1970-71:  Feyenoord Rotterdam (10)
- 1971-72:  Ajax Amsterdam (15)
- 1972-73:  Ajax Amsterdam (16)
- 1973-74:  Feyenoord Rotterdam (11)
- 1974-75:  PSV Eindhoven (5)
- 1975-76:  PSV Eindhoven (6)
- 1976-77:  Ajax Amsterdam (17)
- 1977-78:  PSV Eindhoven (7)
- 1978-79:  Ajax Amsterdam (18)
- 1979-80:  Ajax Amsterdam (19)
- 1980-81:  AZ'67 Alkmaar (1)
- 1981-82:  Ajax Amsterdam (20)
- 1982-83:  Ajax Amsterdam (21)
- 1983-84:  Feyenoord Rotterdam (12)
- 1984-85:  Ajax Amsterdam (22)
- 1985-86:  PSV Eindhoven (8)
- 1986-87:  PSV Eindhoven (9)
- 1987-88:  PSV Eindhoven (10)
- 1988-89:  PSV Eindhoven (11)
- 1989-90:  Ajax Amsterdam (23)
- 1990-91:  PSV Eindhoven (12)
- 1991-92:  PSV Eindhoven (13)
- 1992-93:  Feyenoord Rotterdam (13)
- 1993-94:  Ajax Amsterdam (24)
- 1994-95:  Ajax Amsterdam (25)
- 1995-96:  Ajax Amsterdam (26)
- 1996-97:  PSV Eindhoven (14)
- 1997-98:  Ajax Amsterdam (27)
- 1998-99:  Feyenoord Rotterdam (14)
- 1999-00:  PSV Eindhoven (15)
- 2000-01:  PSV Eindhoven (16)
- 2001-02:  Ajax Amsterdam (28)
- 2002-03:  PSV Eindhoven (17)
- 2003-04:  Ajax Amsterdam (29)
- 2004-05:  PSV Eindhoven (18)
- 2005-06:  PSV Eindhoven (19)
- 2006-07:  PSV Eindhoven (20)
- 2007-08:  PSV Eindhoven (21)
- 2008-09:  AZ Alkmaar (2)
- 2009-10:  FC Twente (1)
- 2010-11:  Ajax Amsterdam (30)
- 2011-12:  Ajax Amsterdam (31)
- 2012-13:  Ajax Amsterdam (32)
- 2013-14:  Ajax Amsterdam (33)
- 2014-15:  PSV Eindhoven (22)
- 2015-16:  PSV Eindhoven (23)
- 2016-17:  Feyenoord Rotterdam (15)
- 2017-18:  PSV Eindhoven (24)
- 2018-19:  Ajax Amsterdam (34)
- 2019-20: Cancel·lada degut a la covid
- 2020-21:  Ajax Amsterdam (35)
- 2021-22:  Ajax Amsterdam (36)
- 2022-23:  Feyenoord Rotterdam (16)
- 2023-24:  PSV Eindhoven (25)
- 2024-25:  PSV Eindhoven (26)

## Palmarès
| Club | Num. |
| --- | ---- |
| Ajax Amsterdam | 36   |
| PSV Eindhoven | 26   |
| Feyenoord Rotterdam | 16   |
| HVV La Haia | 10   |
| Sparta Rotterdam | 6    |
| RAP Amsterdam | 5    |
| Go Ahead Eagles | 4    |
| HBS La Haia, Koninklijke HFC Haarlem, Willem II Tilburg | 3    |
| ADO La Haia, Heracles Almelo, RCH Heemstede, AZ Alkmaar | 2    |
| Be Quick Groningen, DOS Utrecht, DWS Amsterdam, BVV Den Bosch, FC Eindhoven, Sportclub Enschede, HFC Haarlem, Limburgia Brunssum, NAC Breda, Quick La Haia, Rapid JC Kerkrade, SVV Schiedam, De Volewijckers Amsterdam, FC Twente, VV Concordia | 1    |